# Farkaševec Samoborski
Farkaševec Samoborski je naselje koje se nalazi u sastavu Grada Samobora, Zagrebačka županija. Površina naselja iznosi 1,52 km2.
1899. godine izgrađena je "stara škola", a 1984. otvorena i "nova škola"  u Farkaševcu, odnosno područna škola Osnovne škole Bogumila Tonia. Školu danas pohađaju djeca iz Farkaševca, a i susjednih mjesta: Domaslovec i Hrastina.

## Stanovništvo
Prema popisu stanovništva iz 2021. godine, naselje ima 467 stanovnika te 115 obiteljskih kućanstava prema popisu iz 2001.
| broj stanovnika | 157   | 198   | 188   | 253   | 293   | 317   | 306   | 337   | 380   | 387   | 376   | 377   | 405   | 452   | 463   | 454   | 467   |
|                 | 1857. | 1869. | 1880. | 1890. | 1900. | 1910. | 1921. | 1931. | 1948. | 1953. | 1961. | 1971. | 1981. | 1991. | 2001. | 2011. | 2021. |

## Sport
- NK Zrinski Farkaševec